# Yongbo Cuo
Yongbo Cuo (kinesiska: 涌波错) är en sjö i Kina. Den ligger i den autonoma regionen Tibet, i den sydvästra delen av landet, omkring 790 kilometer nordväst om regionhuvudstaden Lhasa. Yongbo Cuo ligger 4 882 meter över havet. Arean är 50 kvadratkilometer. Trakten runt Yongbo Cuo är ofruktbar med lite eller ingen växtlighet. Den sträcker sig 6,0 kilometer i nord-sydlig riktning, och 16,1 kilometer i öst-västlig riktning.
Genomsnittlig årsnederbörd är 247 millimeter. Den regnigaste månaden är juni, med i genomsnitt 71 mm nederbörd, och den torraste är november, med 1 mm nederbörd.